# Velua
Velua är det tredje studioalbumet med det nederländska folk metal/viking metal-bandet Heidevolk. Albumet släpptes i mars 2012 genom skivbolaget Napalm Records.  Albumet erbjuder en mörk, mytisk bild av Veluwe, en skogklädd region i den nederländska provinsen Gelderland.

## Låtlista
1. "Winter woede" – 4:15
2. "Herboren in vlammen" – 4:45
3. "Urth" – 4:44
4. "De hallen van mijn vaderen" – 4:18
5. "De vervloekte jacht" – 4:41
6. "Het dwalende licht" – 4:55
7. "Drankgelag" – 4:30
8. "Velua" – 4:50
9. "Een met de storm" – 4:15
10. "Richting de Wievenbelter" – 4:45
11. "In het diepst der nacht" – 4:35
12. "Vinland" – 5:34

Bonusspår
1. "Immigrant Song" (Led Zeppelin-cover)" – 2:26
2. "In the Dutch Mountains" (The Nits-cover) – 3:32
3. "Rebel Yell" (Billy Idol-cover) – 4:58

## Medverkande
Musiker (Heidevolk-medlemmar)
- Joost Vellenknotscher (Joost Westdijk) – trummor
- Reamon Bomenbreker (Reamon Bloem) – gitarr
- Mark Splintervuyscht (Mark Bockting) – sång
- Rowan Roodbaert (Rowan Middelwijk) – basgitarr
- Kevin Olinga – gitarr
- Lars Vogel – sång

Bidragande musiker
- Irma Vos – violin, viola
- Rowan Schuddeboom – violin
- Klaartje Horbach-van Zwoll – viola
- Sebastiaan Pongers – cello
- Hanna van Gorcum – nyckelharpa, violin
- Madicken de Vries – sång
- Sneeuwvlokjes String Ensemble

Produktion
- Heidevolk – producent, omslagsdesign, omslagskost
- Bouke Visser – producent
- Jochem Jacobs – producent, ljudtekniker, ljudmix, mastering
- Awik Balaian – omslagsdesign, omslagskonst